# Svazek měst a obcí regionu Pomalší
Svazek měst a obcí regionu Pomalší je dobrovolný svazek obcí v okresu České Budějovice a okresu Český Krumlov, jeho sídlem je Římov a jeho cílem je řešení dopadů na hospodaření obcí a jejich obyvatel v souvislosti s existencí vodárenského toku Malše. Sdružuje celkem 23 obcí a byl založen v roce 2001.

## Obce sdružené v mikroregionu
- Besednice
- Borovnice
- Bujanov
- Doubravice
- Doudleby
- Heřmaň
- Kaplice
- Komařice
- Ločenice
- Mokrý Lom
- Nedabyle
- Netřebice
- Nová Ves
- Omlenice
- Plav
- Rožmitál na Šumavě
- Římov
- Soběnov
- Střítež
- Střížov
- Svatý Jan nad Malší
- Velešín
- Vidov